# Wilhelm Loh
Wilhelm Loh (ur. 1892, zm. ?) – zbrodniarz hitlerowski, komendant Hainichen, podobozu KL Flossenbürg, oraz SS-Oberscharführer.
Z zawodu stolarz. Członek Waffen-SS. Komendant Hainichen od 28 sierpnia 1944 do 24 kwietnia 1945 roku. W podobozie tym znajdowało się około 500 kobiet, które pracowały przymusowo w fabryce zbrojeniowej. Loh maltretował więźniarki, szczególnie słabe i chore, niezdolne do pracy.
W procesie, który odbył się w dniach 5–12 listopada 1947 roku przed amerykańskim Trybunałem Wojskowym w Dachau Auerswald został skazany wraz z dwoma innymi członkami załogi obozu na karę śmierci. Wszystkie wyroki śmierci zamieniono jednak w akcie łaski na dożywocie.